# 长春净月高新技术产业开发区
长春净月高新技术产业开发区，位于吉林省长春市区东南部。核定面积22.46平方公里，幅员面积478.7平方公里，其中林水总面积达243平方公里。人口40万。

## 历史
嘉庆五年设置长春厅，在伊通河十里地方筑土城设治，由此得名“新立城”。长春厅遗址位于新立城镇小街村西南角。
长春净月潭旅游经济开发区成立于1995年8月。2003年9月24日新立城镇划归长春净月潭旅游经济开发区管辖。2003年辖玉潭、新立城和新湖三个镇，以及永兴、净月两个街道。2006年3月6日通过国家发改委审核，更名为长春净月经济开发区。2010年8月17日，被国家发改委确定为国家服务业综合改革试点区。2010年8月26日，被长春市委、市政府确定为长春市文化产业集中发展区。2011年初，吉林省人民政府批准转型并更名为长春净月高新技术产业开发区。2012年8月19日经国务院批准成为国家高新技术产业开发区。2017年10月，净月高新区结合省、市关于增设街道的相关政策向长春市人民政府提出增设５个街道办事处的申请。2018年3月，吉林省民政厅正式同意增设彩织、博硕、德正、福祉、德容街道办事处。

## 行政区划
现辖：
| 区划名称       | 四至                                                                     | 面积（平方千米） | 人口 | 下辖                                                    |
| -------------- | ------------------------------------------------------------------------ | ---------------- | ---- | ------------------------------------------------------- |
| 净月街道办事处 | 经开区以南，二道区三道镇以西，玉潭镇以北                                 | 38.33            |      | 小合台，金河、净月、华业4个社区和先锋、净月潭2个村      |
| 永兴街道办事处 | 新城大街以东，福祉大路以南净月大街以西，净乙六路以北                     | 14               |      | 潭南、锦竹、聚业、远洋4个社区和潭南、勤俭、永新3个村。  |
| 彩织街道办事处 | 伊通河以东，小河沿子河以南，生态大街以西，南四环以北                     | 3.49             |      | 富奥、园丁、凤凰、中海、力旺5个社区和逯瓦房             |
| 博硕街道办事处 | 生态大街以东，小河沿子河以南，净月大街以西，南三环和博学路以北           | 10.88            |      | 茗月、彩宇、永安、虹桥4个社区和靠边吴村                 |
| 德正街道办事处 | 南四环以东，南三环和博学路以南，飞虹路以西，天富路以北                   | 14.2             |      | 和悦、飞虹、农大、农场4个社区                           |
| 福祉街道办事处 | 新城大街和飞虹路以东，博学路以南，净月大街以西，福祉大路以北             | 10               |      | 中信、潭北、金穗、潭西4个社区和潭西、潭北2个村          |
| 德容街道办事处 | 临河街以东，天富路以南，新城大街以西，天新路以北                         | 11.37            |      | 天富、福临、福盛3个社区和齐家、五四2个村                |
| 玉潭镇         | 新城大街以东，二道区三道镇以南，莲花山开发区太安村以西，双阳区奢岭镇以北 | 131.8            |      | 农林、友好、建国、黎明、胜利、东升、丰产7个村           |
| 新立城镇       | 朝阳区以东，净乙六路以南，新湖镇以西，新立城水库、伊通县以北             | 131.07           |      | 新立湖社区和新立城、小街、十里堡、先锋、丰收、爱国6个村 |